# Sport Club Kriens
El Sport Club Kriens es un club de fútbol suizo de la ciudad de Kriens. Fue fundado en 1944 y juega en la Promotion League.

## Palmarés
- Promotion League: 1

2017/18

## Jugadores

### Jugadores destacados
- Gabriel Urdaneta
- Manuel Rivera